# Baroque
Pour les articles homonymes, voir baroque (homonymie).

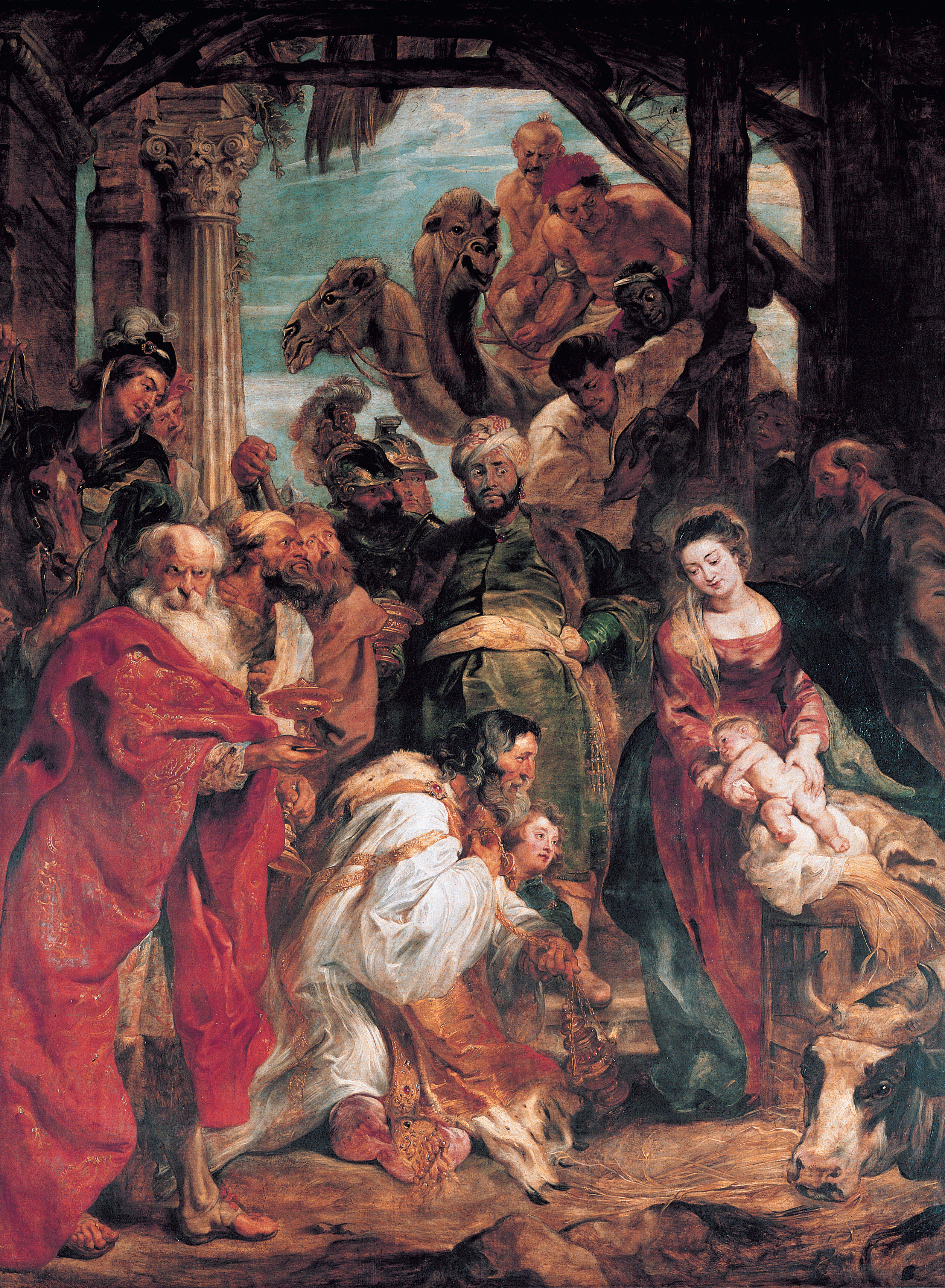
L’Adoration de Pierre Paul Rubens (Musée royal des Beaux-Arts d'Anvers). Une structure dynamique de formes qui s’enroulent en spirale autour d’un espace vide, d’éclatantes draperies, un souffle de mouvements éclairés par une flèche de lumière, peints avec une brillante maîtrise émancipée.

Le baroque est un mouvement artistique qui trouve son origine en Italie dans des villes telles que Rome, Mantoue, Venise et Florence dès le milieu du XVIe siècle et qui se termine au milieu du XVIIIe siècle. Il y a un âge baroque différent selon les domaines, qu'ils soient intellectuels, historiques ou artistiques. Certains critiques y voient une constante culturelle qui revient tout au long de l'histoire comme l'a écrit Eugenio d'Ors.
Si la définition du baroque reste ouverte, comme son étude, on peut en proposer l’approche suivante :
Au sens propre, le terme baroque, qui n’a d’ailleurs jamais été utilisé au XVIIe s., s’applique à un style architectural, créé alors à Rome, et qui s’est propagé dans d’autres pays. De l’architecture, ce vocable s’est étendu à la sculpture et à la peinture, et aux autres formes de la production spirituelle contemporaine.
Si les dates du baroque varient d’un pays à l’autre, on s’accorde à le situer entre le début du XVIIe et la première moitié du XVIIIe s., cela n’impliquant pas pour autant que tout ce qui appartient à cette époque soit baroque.
Entre la fin de la Renaissance et le baroque, on s’accorde aujourd’hui à insérer le style maniériste. D’autre part, une esthétique du rococo est en voie d’être clairement définie. Cette restriction du champ d’application du terme baroque semble utile dans l’effort de clarification entrepris.
Le baroque, qui touche tous les domaines, se caractérise par l’exagération du mouvement, la surcharge décorative, les effets dramatiques, la tension, l’exubérance des formes, la grandeur parfois pompeuse et le contraste, ce même contraste dont parlait Philippe Beaussant : l’époque baroque a tenté de dire « un monde où tous les contraires seraient harmonieusement possibles ».
À l'origine, le baroque était un terme péjoratif, relevant de la bizarrerie et de l'étrangeté. L’adjectif « baroque » apparaît au XVIe siècle sous le nom de berrueco (en Espagne) et barroco (au Portugal) pour désigner, en joaillerie, une perle irrégulière.
Le mot « baroque » pourrait aussi provenir d'un moyen mnémotechnique utilisé à la Renaissance pour retenir la façon de construire, en logique aristotélicienne, un des syllogismes de la deuxième figure, Baroco. La bizarrerie qu'on attache depuis toujours au baroque serait née de cette manière futile et pédante de raisonner, pour finir, au XVIIIe siècle, par désigner « la forme la plus extrême du bizarre ».
Il touche tous les domaines artistiques, sculpture, peinture, littérature, architecture, théâtre et musique et se répand rapidement dans la plupart des pays d’Europe.

## Évolution du mouvement

### Étymologie et origine

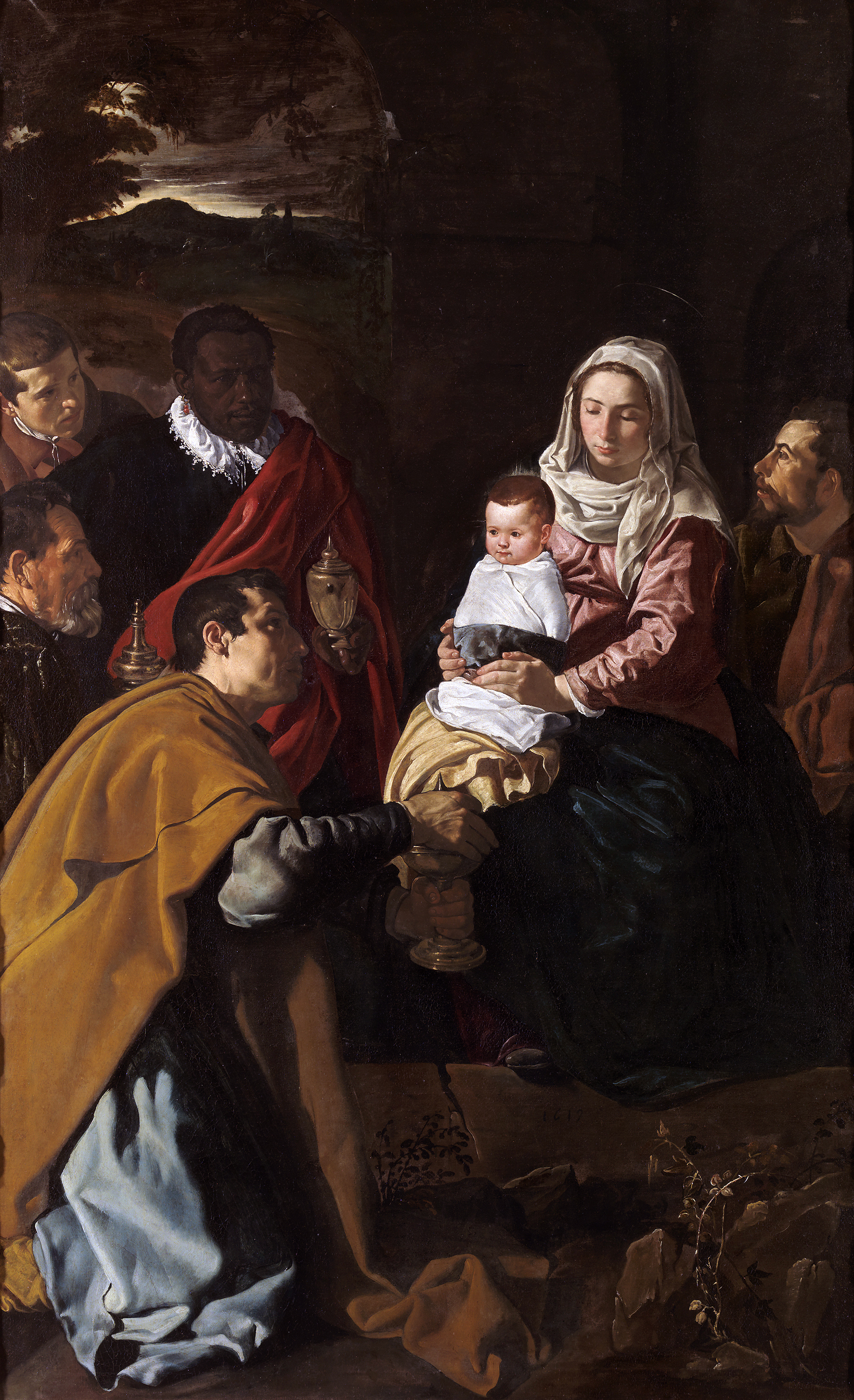
Marie et l'Enfant éclairés dans un puissant clair-obscur, devant eux un roi mage agenouillé au premier plan. D'autres personnages sont dans la pénombre. Adoration des Mages de Diego Vélasquez, 1619 (Musée du Prado, Madrid),.

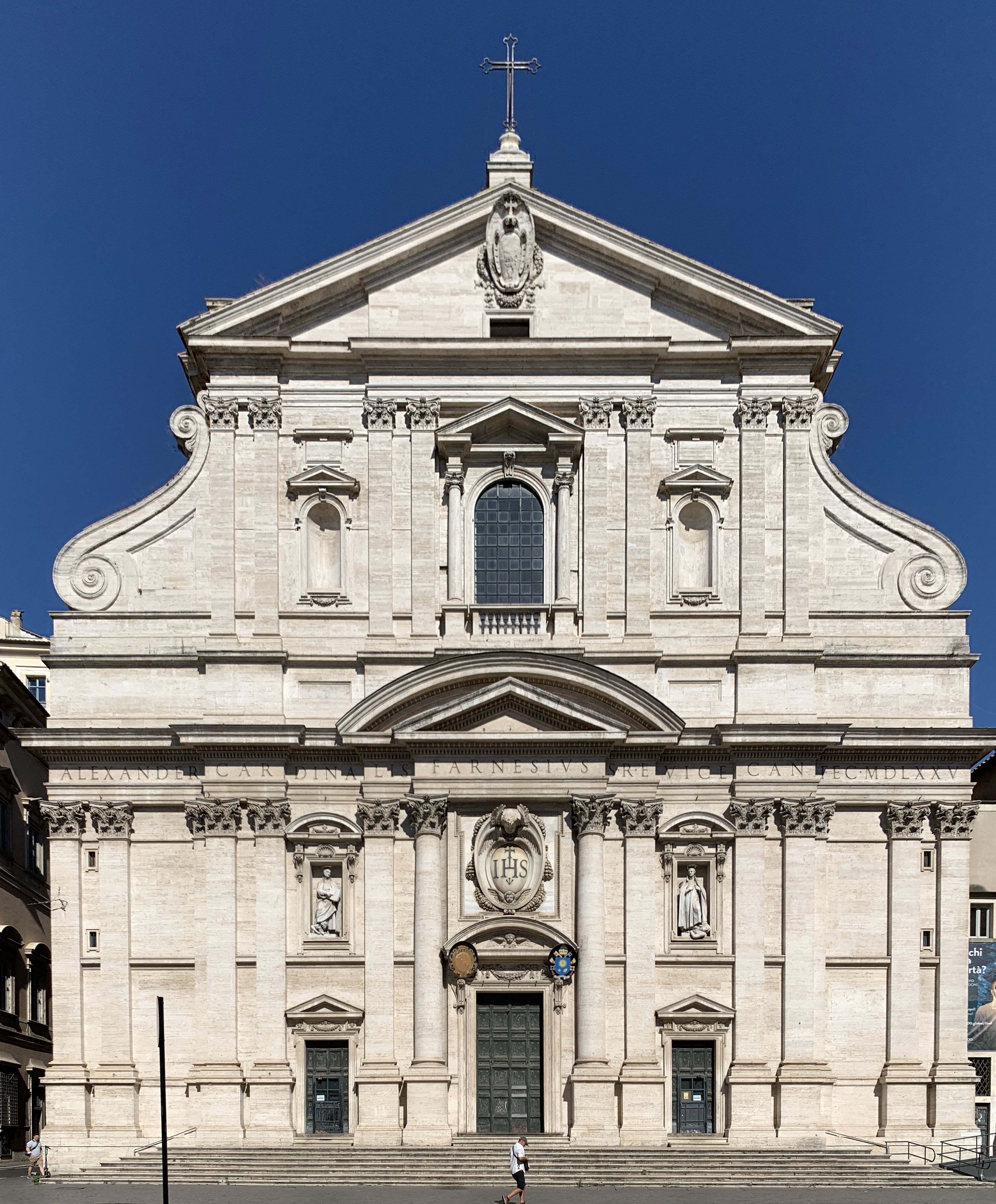
Façade de l'église du Gesù à Rome, considérée comme la première église de style baroque (1580, Giacomo della Porta)

Le terme « baroque » vient du portugais « barroco » qui signifie « perle irrégulière ». Les idées germinales du baroque se retrouvent dans le travail de Michel-Ange. Le style baroque débute aux alentours de 1580.
Les historiens de l’art, souvent protestants, ont traditionnellement accentué le fait que le style baroque évoluait à une époque où l’Église catholique romaine réagissait face à plusieurs mouvements culturels produisant une nouvelle science et de nouvelles formes de religions – la Réforme,. On a dit que le baroque monumental était un style que la papauté pouvait instrumentaliser, comme le firent les monarchies absolues, en imposant une voie d’expression à même de restaurer son prestige, au point de commencement symbolique de la Contre-Réforme catholique. Que ce fût ou non le cas, son développement eut du succès à Rome où l’architecture baroque renouvela largement le centre-ville ; peut-être la plus importante rénovation urbanistique.
Le terme « baroque » dans son sens actuel, comme la plupart des périodes ou désignations stylistiques, a été inventé postérieurement par la critique d'art (c'est Heinrich Wolfflin qui impose cette catégorie esthétique en 1915 dans ses Principes fondamentaux de l'histoire de l'art) et non par les artistes des XVIe et XVIIe siècles. Ceux-ci ne se pensaient pas baroques, mais classiques. Ils utilisent les formes du Moyen Âge, les ordres classiques, les frontons, toute une modénature classique issue des modèles gréco-romains. Le baroque est né à Rome à la fin du XVIe siècle. En français, le terme est attesté dès 1531 à propos d'une perle, à la fin du XVIIe siècle au sens figuré. Ainsi Jean-Jacques Rousseau écrit en 1768 dans son Dictionnaire de la musique « Baroque : Une musique baroque est celle dont l'harmonie est confuse, chargée de modulations et dissonances, le chant dur et peu naturel, l'intonation difficile, et le mouvement contraint. Il y a bien de l'apparence que ce terme vient du baroco des logiciens. » C'est en 1855 que, pour la première fois, le mot est utilisé pour décrire la période et l’art succédant à la Renaissance sous la plume de l’historien d’art suisse Jacob Burckhardt dans Le Cicerone.
Il faut attendre une génération et 1878 pour que le « style baroque » fasse son entrée dans le Dictionnaire de l’Académie française et que la définition perde un peu de son caractère dépréciatif. Il est vrai que l’impératrice Eugénie a remis au goût du jour les mignardises et le style Louis XV et qu’est né, ce que nous appelons le style néo-baroque : la réhabilitation peut commencer et Wölfflin écrit son œuvre pour nous éclairer sur ce qu’est ce baroque si complexe, tourmenté, irrégulier et, au fond, plus fascinant que bizarre…

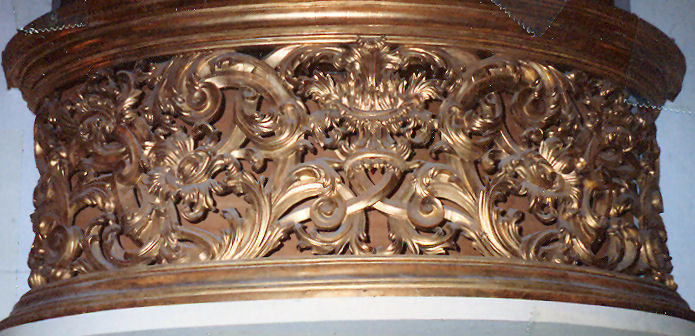
Garde-corps du balcon de la Scuola Levantina (synagogue levantine) d'Ancône, 1876

L’historien d’art d’origine suisse Heinrich Wölfflin (1864-1945), dans Renaissance et Baroque, définit le baroque comme un « mouvement importé en masse », un art antithèse de l’art de la Renaissance. Il ne fait pas de distinctions entre le maniérisme et le baroque, ce que font les auteurs modernes, et il ignore sa phase plus récente, le rococo qui s’épanouit dans la première moitié du XVIIIe siècle. En France et en Grande-Bretagne, son étude n’est prise au sérieux qu’à partir de l’influence prédominante que Wölfflin acquiert au sein de l’école germanique.
Les historiens de l'art actuels utilisent avec réticence le mot baroque, terme polysémique qui a une signification trop floue et ambiguë.

### La diffusion en Europe
C’est grâce à l’implantation de l’Église catholique que l’art baroque se propage en Europe. Il se diffuse au XVIIe siècle dans toute l’Europe, et plus particulièrement en Espagne, Europe centrale et Pays-Bas. En France par exemple Claude Lorrain a peint Port de mer au soleil couchant avec un grand travail de la lumière. Et en Espagne, Les Ménines de Vélasquez. On peut retrouver encore aujourd’hui des traces de ce mouvement baroque partout en Europe, par exemple la façade de la cathédrale de Saint-Jacques-de-Compostelle.
La popularité et le succès du baroque sont encouragés par l’Église catholique romaine quand elle décide que le côté théâtral du style des artistes du baroque pouvait promouvoir des thèmes religieux avec une implication directe et émotionnelle. C’est un art du catholicisme tel qu'il fut défini en 1545-1563 par le concile de Trente, dont le décret le plus significatif est le Décret sur l’innovation et les reliques des saints, et sur les images saintes. C’est donc une esthétique de la Contre-Réforme, que l'on retrouve particulièrement dans l'art jésuite ; on a d'ailleurs longtemps assimilé l'« art jésuite » et l'« art baroque ». Cette esthétique rencontre de fortes résistances dans les pays acquis à la Réforme, où se développe un art protestant. L’Angleterre reste très réfractaire, (la France également)[réf. nécessaire].
L’aristocratie laïque considérait également l’effet spectaculaire des arts et de l’architecture baroque comme une façon d’impressionner leurs visiteurs et leurs éventuels rivaux. Les palais baroques sont constitués d’une succession de cours à l’entrée, d’antichambres, de grands escaliers et de salles de réception, dans un ordre de splendeur croissante. De nombreuses formes d’art – musique, architecture et littérature – s’inspirent les unes des autres au sein de ce mouvement culturel.
Le charme du style baroque se transforme consciemment, passant de la finesse, des qualités intellectuelles de l’art maniériste du XVIe siècle au charme viscéral visant les sens. Il emploie une iconographie directe, simple, évidente et dramatique. L’art baroque s’inspire dans une certaine mesure des tendances héroïques d’Annibale Carracci et de son cercle, et trouve l’inspiration à travers d’autres artistes comme Le Corrège et Le Caravage et Federico Barocci, qualifiés parfois de nos jours de « proto-baroques ».
On oppose souvent l’art des Carraccis (les frères et cousins) à l’art du Caravage par les termes de classique et baroque. Ce sont en effet deux tendances opposées au niveau plastique (ce qui fut défini par Wölfflin),  et l'une comme l'autre vont exercer une forte influence sur leurs successeurs.

### Le baroque tardif

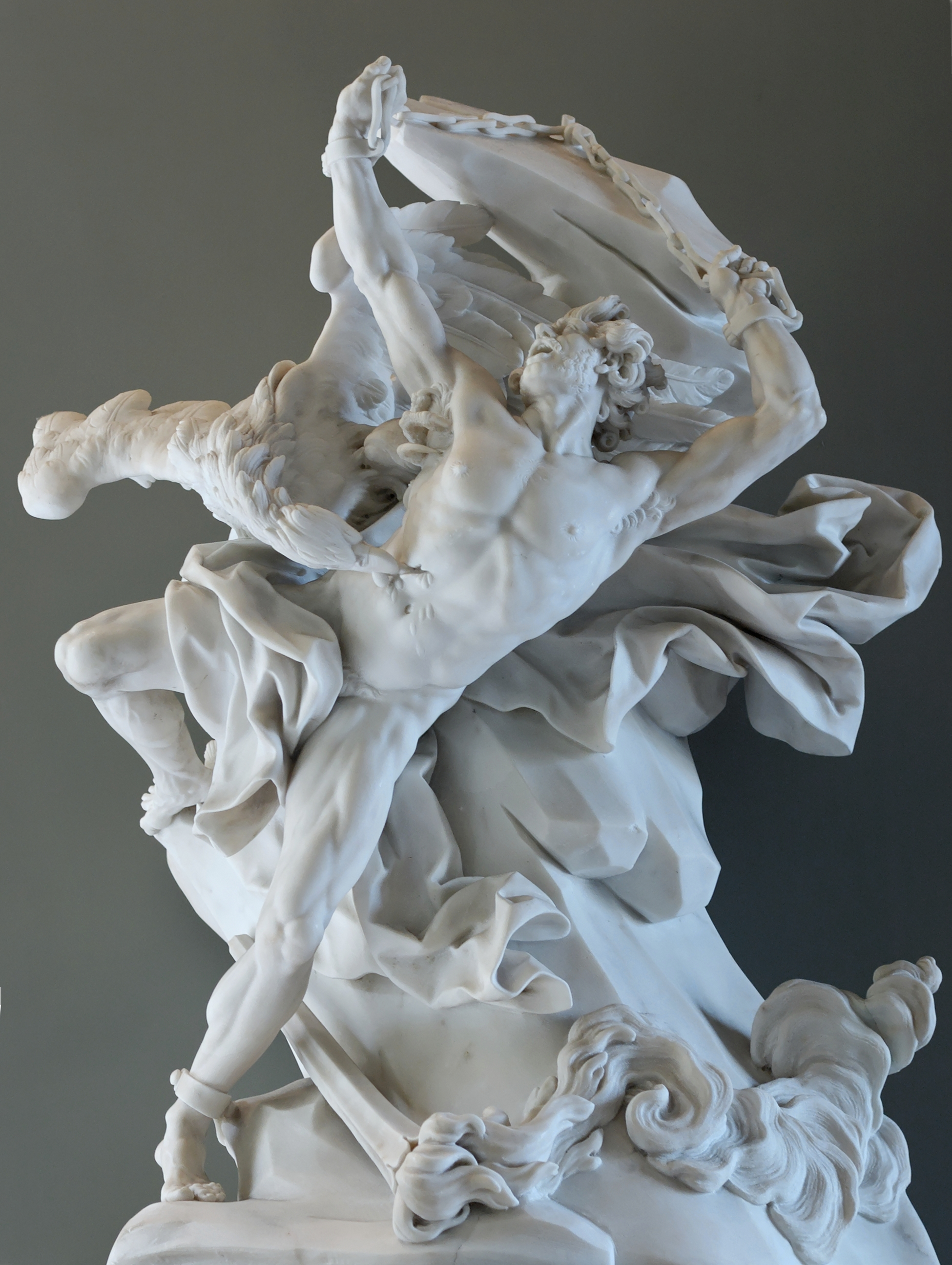
Prométhée de Nicolas-Sébastien Adam daté de 1737 (Musée du Louvre) : un fiévreux tour de force rempli de tensions contrastées, de multiples angles et points de vue, et d’intense émotion.

Le baroque tardif ou rococo succède au baroque classique, au XVIIIe siècle. Il apparaît dès la fin du XVIIe en Allemagne, en Autriche et en Bohême. Le goût de la beauté sensuelle apporte une composition plus libre au caractère systématique du baroque du XVIIe siècle.
L'ornementation se multiplie, devient riche et fantaisiste. Les fresques en trompe-l'œil, les escaliers, les nymphées et les sculptures allégoriques vont jusqu'à la surcharge des églises, des châteaux et des fontaines. Vienne, Londres, Dresde, Turin, l'Allemagne du Sud et la Bohême en adoptent toutes les audaces. Le plaisir des yeux est impératif autour du capriccio exubérant du baroque tardif, comme la fontaine de Trevi à Rome (1732-1762) par Salvi et l'escalier de Caserte près de Naples (1751-1758) par Vanvitelli.
Les espaces architecturaux s'ouvrent à Paris (place de la Concorde), à Bordeaux (place de la Bourse), à Nancy (place Stanislas). En Autriche, Fischer von Erlach et Lucas von Hildebrandt rivalisent d'architecture fantastique. En Bavière, les abbayes rurales se couvrent d'angelots. Les frères Asam sont célèbres à Munich. Le rococo d'Autriche, de Bohême, de Moravie et d'Allemagne du Sud orne les églises de pèlerinage, comme à Wies où les murs croulent sous les effets de dorures sur fond blanc.
Les colonies américaines de l'Espagne et du Portugal influencent le style plateresque ibérique. En France, les disciples de Mansart se tournent vers les hôtels particuliers et leur décor intérieur, visibles dans le faubourg Saint-Germain et dans le Marais ou encore sur les boiseries extraordinaires de Rambouillet.

## Le baroque littéraire

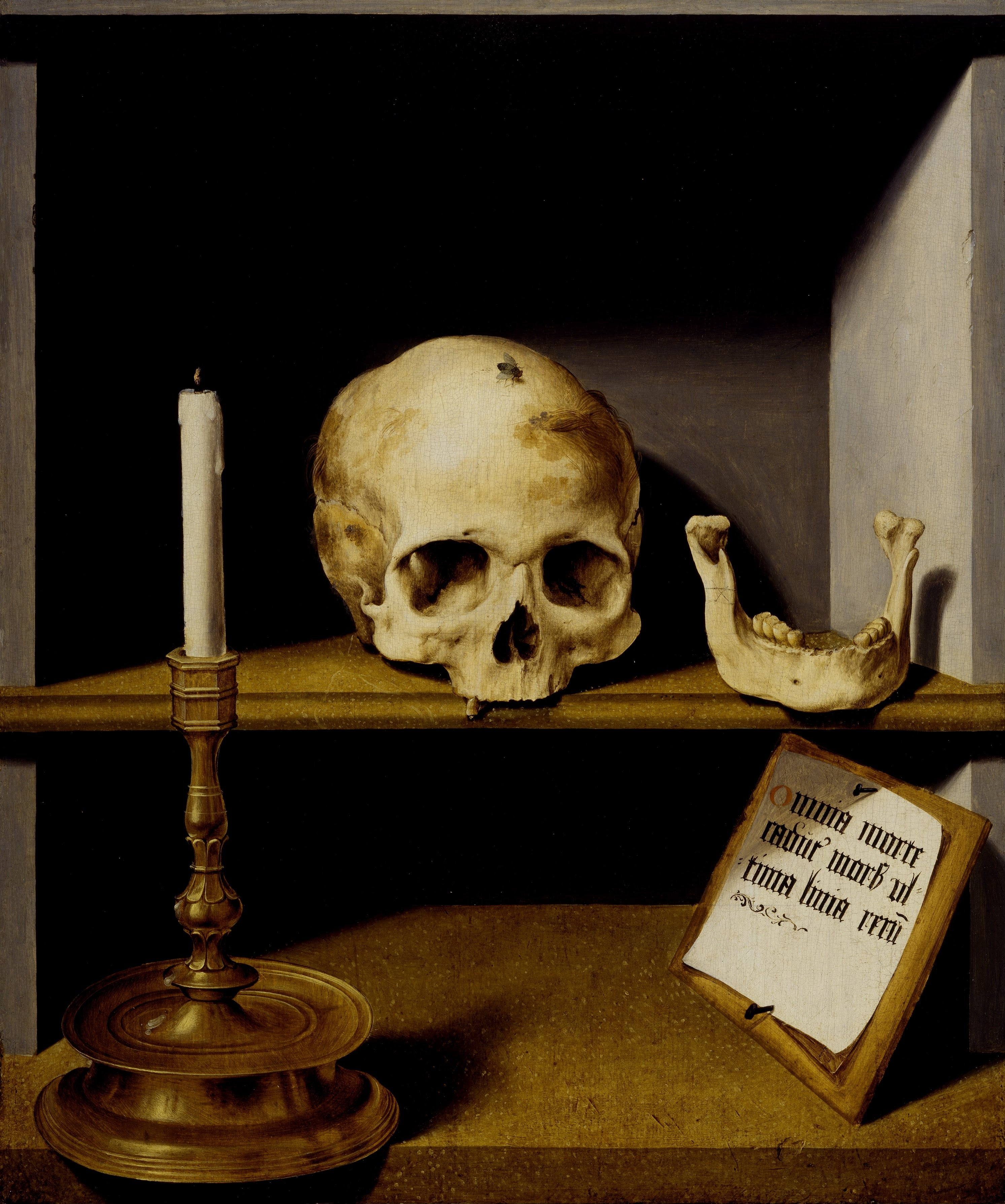
Vanité, thème baroque. Huile sur toile de Bartholomaeus Bruyn le Vieux.

Le mouvement artistique qui sera qualifié à postériori de « baroque » arrive en France au XVIe siècle. A cette époque, l’Académie française n’est pas encore fondée, puisqu’elle le sera en 1635 par Louis XIII. Ainsi nous sommes encore dans une époque où la langue n’est pas codifiée et où il n’y a pas de cadres rigides aux différents mouvements artistiques. De plus, aucun artiste faisant partie du mouvement « baroque » n'a écrit à proprement parler sur ce mouvement. De ce fait, il est assez difficile d’en donner une définition stricte.

« L’idée de Baroque est de celles qui vous fuient entre les doigts ; plus on la considère, moins on l’appréhende ; qu’on s’approche des œuvres, la diversité frappe plus que les similitudes ; qu’on prenne du recul, tout s’évapore dans la généralité. On n’a pas eu tort de dire que la notion était confuse et mal délimitée »

— Jean Rousset, L’Intérieur et l’Extérieur, Paris, José Corti, 1976, p. 248-249.
D'un point de vue esthétique, la littérature baroque utilise de nombreuses métaphores et allégories dans ses œuvres. Le thème le plus abordé est le thème religieux, avec des artistes comme Jean-Baptiste Chassignet dans son recueil Le mépris de la vie et consolation contre la mort, mais les artistes baroques aiment aussi parler de la mort et utilisent fréquemment l’illusion dans leurs œuvres, avec des artistes comme Pedro Calderón de la Barca dans des pièces comme La vie est un songe.
Le théâtre est le lieu de l’illusion par excellence. Le théâtre baroque accentue cette illusion par de fréquents changements d’intrigues comme dans l’Illusion comique de Corneille. Le théâtre baroque est plutôt fondé sur les émotions que sur l’intellect.
Dans les romans baroques, les intrigues sont complexes et multiples. On distingue de nombreux types de romans baroques, parmi eux le roman pastoral, qui présente un monde idéalisé et le roman picaresque, à mi-chemin entre idéal et réalité.
La poésie baroque (1570-1630) fut d’abord épique pendant les Guerres de religion puis pendant la paix devient lyrique. Il y a dans cette poésie de nombreux affrontements entre l’Église catholique et l’Église réformée.

### Littérature et philosophie
Le baroque exalte de nouvelles valeurs que l’on résume souvent à l’utilisation de métaphores et d’allégories, que l’on retrouve largement en littérature baroque, et en recherche de « maraviglia » (merveilleux, étonnement, comme dans le maniérisme), et l’utilisation d’artifices. Si le maniérisme ouvrit une première brèche à la Renaissance, le baroque en fut la réponse opposée. On retrouva l’affliction psychologique de l’Homme – un thème abandonné après les révolutions de Copernic et de Luther dans la recherche d’un soutien solide, une preuve de l’ultime puissance humaine – à la fois dans l’art et l’architecture de la période baroque. Une part révélatrice des œuvres fut réalisée sur des thèmes religieux, puisque l’Église catholique romaine était alors le principal « client ».
Les artistes recherchaient la virtuosité (et le virtuoso devint une forme commune d’art) avec le réalisme, soucieux du détail (certains parlent d’une « complexité » typique).
Le privilège donné aux formes extérieures devait composer et équilibrer le manque de contenu observé dans de nombreuses œuvres baroques : Maraviglia de Marino, par exemple, fut pratiquement réalisé à partir d’une forme primitive. Elles devaient susciter au spectateur, au lecteur, à l’auditeur, fantaisie et imagination. Toutes étaient focalisées sur l’homme en tant qu’individu, comme une relation directe avec l’artiste, ou directement entre l’art et ses utilisateurs, ses clients. L’art est alors moins distant de son utilisateur, s’approche de lui de manière plus directe, résolvant le fossé culturel qui tenait à l’écart l’art et l’usager l’un de l’autre, par Maraviglia. Mais l’attention croissante de l’individu, créa également avec ces principes quelques genres importants comme le Romanzo (roman) et met de côté d’autres formes populaires ou locales, en particulier la littérature dialectale, ce qu’il faut souligner. En Italie ce mouvement face au simple individu (que certains désignent comme un « descendant culturel », tandis que d’autres l’indiquent comme une cause possible de l’opposition classique au baroque) fut la cause du remplacement irrémédiable du latin par l’italien.
Dans la littérature anglaise, les poètes métaphysiques représentent un mouvement très apparenté ; leur poésie employait de la même façon d’inhabituelles métaphores, qu’ils examinaient souvent avec précision. Leurs vers manifestent un goût pour le paradoxe, et pour d’inhabituelles et délibérément inventives tournures de phrase.

### Théâtre
Dans le domaine du théâtre, l’élaboration de vanités, de multiples changements d’intrigue, et une variété de circonstances caractéristiques du maniérisme sont supplantés par l’opéra qui regroupe tous les arts en un tout unifié.
Plusieurs auteurs écrivent des pièces de théâtre durant la période baroque tels que Corneille (Comédies, L'Illusion comique) et Molière (Dom Juan ou le Festin de pierre) en France ; Tirso de Molina (Marthe la dévote, comédie) ; L'abuseur de Séville, drame historique) et Lope de Vega (l’Étoile de Séville, Aimer sans savoir qui, comédies) ou Calderón (La vie est un songe) en Espagne.
Le théâtre baroque peut anachroniquement se définir, dans un premier temps, comme le négatif du théâtre classique. À l’analyse intellectuelle, le baroque préfère l’émotion, la perception ; face à la recherche de la vraisemblance, le baroque promeut l’illusion ; à l’unité de ton, le baroque privilégie l’inconstance et le paradoxe ; à la simplicité, le baroque oppose la complexité.
En règle générale, la littérature baroque est marquée par une forte implication de la mort et du jeu de l’illusion. Comme dans les vanités en peinture, la mort est utilisée comme métaphore du temps qui passe, de l’irrémédiable, et de l’éphémère. Contrairement au romantisme, la mort ne représente pas une souffrance morale, mais plutôt une évidence métaphysique.
L’illusion est aussi une caractéristique du baroque qui se présente, étymologiquement, comme une pierre précieuse à multiples facettes. Ainsi, de nombreuses œuvres sont porteuses de diverses mises en abyme : dans l’Illusion comique de Corneille, le public assiste au spectacle d’un père qui regarde son fils évoluer dans un milieu qui s’avère être celui de la comédie. De ce fait, l’auteur donne plus de force à son plaidoyer en faveur du théâtre et entraîne malgré lui le public à adhérer à son point de vue. Les personnages, tout comme le spectateur, sont, à un moment ou à un autre, victimes de l’illusion. Pridamant croit son fils mort au vers 977, Matamore croit en ses propres mensonges. L’Illusion comique ne fait pas que parler du théâtre : par ses personnages, cette pièce convoque aussi d’autres genres littéraires répandus au XVIIe siècle. Clindor est un héros picaresque, c’est-à-dire audacieux et opportuniste, vagabond et aventurier, tandis qu’Alcandre semble être un avatar des mages présent dans les pastorales. De même, le personnage de Matamore correspond au type du soldat fanfaron présent dans les comédies latines.
L’illusion permet aussi de dire la vérité : on le voit dans la pièce Hamlet, de Shakespeare. Le jeune Hamlet sait que le roi actuel, son oncle, a tué son propre frère, autrement dit le père du jeune héros. Il fait représenter sous les yeux du roi une scène de meurtre semblable en tous points à celle que nous n’avons pas vue, mais que nous connaissons par le discours du fantôme du roi Hamlet assassiné par son frère. Le roi, devant cette représentation, quitte la scène. Dans cette pièce, illusion et vérité se rejoignent étrangement et provoquent ainsi un vertige chez le spectateur.
Dom Juan de Molière met aussi en scène un caractère baroque : l’inconstance. Pour le Héros séducteur, « tout le plaisir de l’amour est dans le changement », cette thèse s’applique dans tous les domaines et rejoint ainsi le mouvement baroque.
L’esthétique baroque repose sur le mouvement, l’inconstance, la contradiction, l’antithèse. Les personnages passent d’une palette de sentiments à une autre. On est dans l’excès, le paroxysme. Le discours donne à voir plus qu’à entendre ; il s’agit de montrer, de convoquer les images par le procédé rhétorique de l’hypotypose. Alors que l’esthétique classique recherche l’unité, le baroque se complaît dans la pluralité, d’où son goût pour l’accumulation. Le baroque donne les deux versants d’une médaille : la vérité est indissociable du mensonge, comme le réel l’est du rêve, comme la vie l’est de la mort.
La mise en scène s'est beaucoup développée à l'époque baroque. L'arrière-plan peint était changé à chaque acte. On a aussi vu l'apparition de machineries sophistiquées, tel que des chars de bois qui s'élevaient (difficilement) dans les airs et sortaient de la scène « par le haut ». Toutes ces machineries étaient un progrès extraordinaire pour l'époque et étaient réservées pour la cour du roi, de par leur prix. Cela s'est également traduit grâce à une certaine mise en scène (lumières, jeux, costumes…). Le jeu du théâtre baroque se base sur trois principes : le langage, le geste et l'énergie. Le théâtre baroque se caractérise par une diction unique. Les acteurs reprennent le langage de cour, avec un grand travail de prononciation, dans la précision de certaines consonnes (par exemple : les « r » sont roulés) et de voyelles (les "a" sont ouverts). Le théâtre baroque se dissocie également des autres mouvements artistiques de par ses chorégraphies gestuelles, où l'acteur devra faire une adaptation de ses gestes par rapport au texte. Ainsi le geste sera le reflet d'un sentiment, d'une émotion que le texte a voulu faire ressentir. Le langage et le geste se réunissent dans l'axe de l'énergie corporelle et vocale. Il y a également une relation entre le spectateur et l'acteur, dans le cas où ils doivent se regarder, créant ainsi un jeu frontal, très spécifique du jeu baroque.

### Poésie
La poésie de la période littéraire baroque entre 1570 et 1600 est qualifié de poésie épique. On qualifiera plus tard de poésie baroque la poésie riche et diverse qui s'est développée entre 1600 et 1630, ainsi les grands poètes de l'époque baroque sont notamment Malherbe (1555-1628), Mathurin Régnier (1573-1613), Théophile de Viau(1590-1626), et Saint-Amant (1594-1661).
La poésie baroque, inscrite entre l’humanisme et la littérature classique, utilise de nouvelles formes : le sonnet, l’ode et de nouveaux thèmes. Le baroque se prête à la satire qui permet de dénoncer les vices du temps mais il donne surtout naissance à une poésie lyrique subtile et émouvante, expression des sentiments personnels face à l’amour, la nature, la fuite du temps ou à la mort. La foi peut renforcer le lyrisme en l’élevant, en le sublimant et le baroque débouche sur une poésie religieuse.
Les poètes Théodore Agrippa d'Aubigné, Théophile de Viau, Tristan L'Hermite ou Marc-Antoine Girard de Saint-Amant ont en commun le goût de la sensualité, de l’ostentation, du contraste, du langage à effets, d’inhabituelles métaphores, hyperboles, oxymores.
Des images de mouvement, symboles de l’éphémère, prédominent : flamme, nuage, arc-en-ciel, plume d’oiseau, bulle de savon, eau. Ils répondent à l’inconstance et à la fragilité de la vie par l’utilisation de la métamorphose et du surnaturel. Leur poésie exprime la tension permanente, dramatisée et théâtralisée, entre le désir de saisir le sens de la vie et la vanité de l’existence humaine. Depuis la révolution copernicienne, le monde est instable et l’homme fragilisé.
Parmi les poètes baroques, il convient de signaler encore Jean de Sponde, François Maynard, ou Pierre de Marbeuf...
Théophile de Viau, le poète le plus lu de l’époque baroque, traduit cet état d’esprit dans ses vers :

« Il faudrait inventer quelque nouveau langage

Prendre un esprit nouveau, penser et dire mieux… »

— Élégie à une Dame

## La peinture baroque

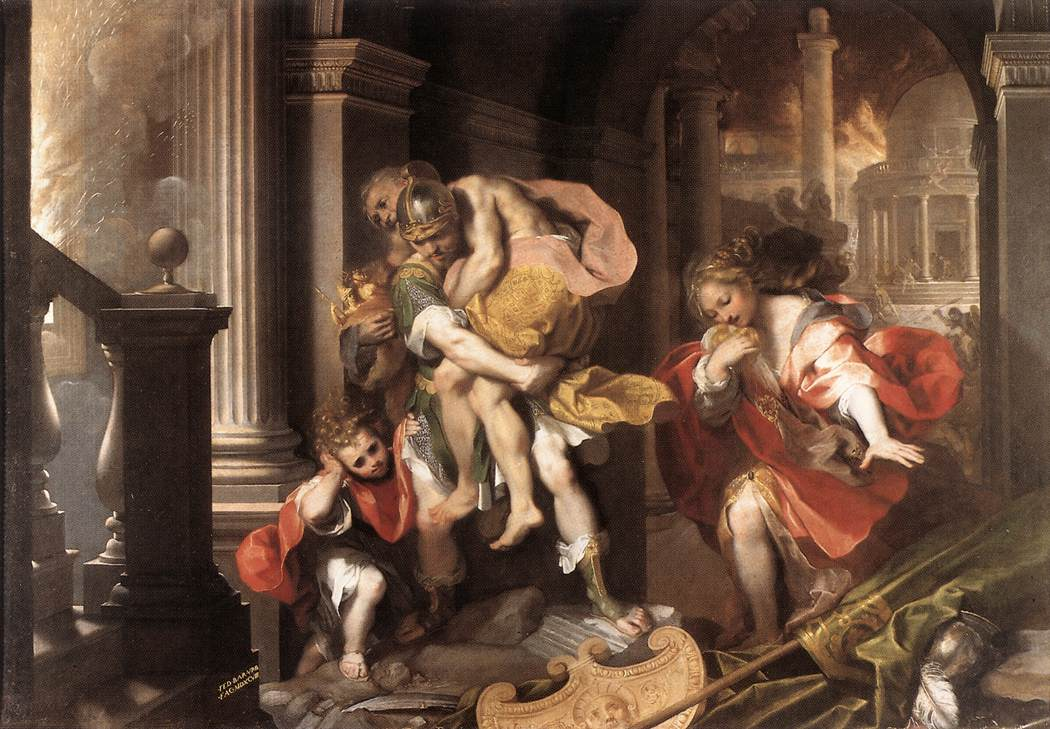
Énée fuyant Troie de Federico Barocci (1598) : une scène d’inspiration classique, figée en pleine action dramatique, où le plan de l’image éclate dans un balayage de perspectives diagonales.

### Origine
La peinture baroque est née au XVIe siècle en Italie suivant le maniérisme. On peut y voir que les corps des personnages sont très détaillés comme dans L'Archange Michel écrasant les anges rebelles. La perspective joue un rôle important, il y a un grand nombre d’effets de lumières (clair-obscur) et de jeux d’ombre. Les tableaux sont formés de courbes ; on a du mal à repérer l’organisation du tableau du premier coup d’œil.

### Caractéristiques
Les principales caractéristiques de cette peinture sont :
- l’utilisation de couleurs chaudes ;
- les contrastes de lumière[Note 12] ;
- l’impression de mouvement donnée par les gestes des personnages et les drapés ;
- des lignes de force en diagonale ;
- des personnages communiquant par le regard ;
- des personnages très expressifs.

Une définition de la signification de baroque en peinture est fournie par les séries de tableaux exécutés par Pierre Paul Rubens pour Marie de Médicis au Palais du Luxembourg à Paris (à présent au Louvre), dans lesquels un peintre catholique satisfait aux exigences d’un mécène catholique : les conceptions de la monarchie à l’ère baroque, l’iconographie, la maîtrise de la peinture et les compositions tout comme la description de l’espace et du mouvement. Du Caravage à Pietro da Cortona, il y avait différentes ramifications dans l’école italienne baroque, tous deux approchant la dynamique émotionnelle dans des styles différents. Une autre œuvre fréquemment citée, Sainte-Thérèse en extase du Bernin, pour la chapelle Cornaro de Sainte Marie de la Victoire, rassemble architecture, sculpture et théâtre dans une grandiose vanité.
Le style baroque tardif fait progressivement place à une décoration rococo, laquelle, cependant, contraste avec ce que l’on appela plus tard le baroque. Et en opposition au baroque on trouve l’art classique souvent directement assimilé à la France comme un art au service de la Monarchie.

## La sculpture

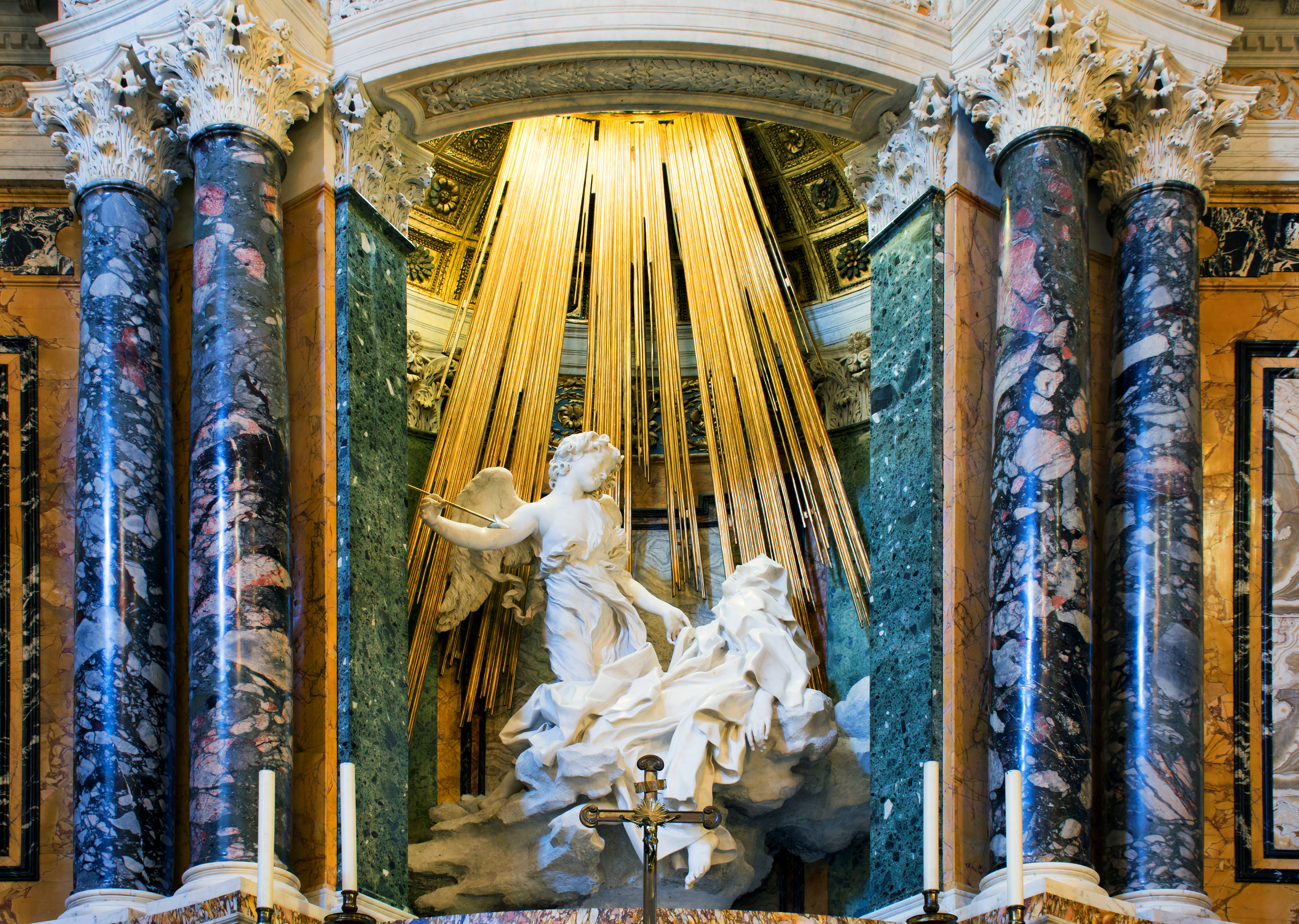
L'Extase de sainte Thérèse dans la chapelle Cornaro, œuvre du Bernin.

En sculpture baroque, les ensembles de figures prirent une importance nouvelle, il y eut un mouvement dynamique et une énergie portée par les formes humaines – elles s’enroulent en volutes autour d’un tourbillon central, ou atteignent vers l’extérieur les espaces alentour. À ce titre L'Annonciation (1603-1608) de Francesco Mochi, pour la cathédrale d'Orvieto, représente l'un des tout  premiers exemples du genre. De façon novatrice, la sculpture baroque eut plusieurs angles de vue idéaux. Une caractéristique de la sculpture baroque fut d’ajouter des éléments sculptés supplémentaires, par exemple, des éclairages dissimulés ou des fontaines.
Une autre caractéristique de la sculpture baroque serait les piliers en forme de personnages mythologiques. Prenons l’exemple du palais du Belvédère supérieur à Vienne, bâti entre 1721 et 1722. Dans la salle du rez-de-chaussée, la voûte en pavillon est soutenue par des puissants télamons (sorte de titans ayant pris les traits des Turcs), sculptés dans le marbre. Les Turcs ayant été vaincus, il n’était pas rare de trouver ce genre de télamons sculptés dans les résidences baroques d’Autriche.
En sculpture baroque ce fut le Bernin qui marqua si bien qu'il fut surnommé le « second Michel-Ange », le Bernin était aussi une figure importante de l'architecture baroque,.

## Architecture

### Apparition
Le développement du style baroque est généralement défini comme consubstantiel à la Contre-Réforme. Il a néanmoins été adopté par les élites des pays protestants du nord de l’Europe et par celles du monde orthodoxe slave. Sa naissance à Rome est concomitante avec celle de la compagnie de Jésus, fondée en 1537 pour renforcer l’influence catholique perdue et évangéliser le Nouveau Monde ; et avec celle du concile de Trente (1545-1563) qui réforme les excès les plus patents de l'Église catholique romaine dont la réputation était entachée par le népotisme systématique et le scandale des indulgences. Il a ainsi essaimé dans l’Europe entière et le Nouveau Monde.
Le dernier édifice de Michel-Ange, la basilique Saint-Pierre, peut être considéré comme le précurseur de l’expression baroque en architecture, de par ses dimensions colossales inédites. Son élève, Giacomo della Porta en développe le langage, en particulier à travers l’élévation de la façade de l’église du Gesù (1584), église-mère de la compagnie de Jésus alors en pleine expansion. Cet édifice est souvent considéré comme le premier exemple d’architecture baroque lequel influencera l’architecture religieuse pour le siècle à venir.

### Caractéristiques
Dans l’architecture baroque, l’accent est mis à la fois sur l’aspect massif et chargé, colonnades, dômes, clair-obscur, effets colorés de peinture, et le jeu chargé des volumes opposés au vide, liberté des formes et profusion des ornements. Dans les intérieurs, le mouvement baroque se manifeste autour et à travers un savant escalier monumental sans précédent en architecture.
Nous retrouvons cet escalier monumental dans le palais Zwinger à Dresde. Ce palais a été édifié à l’initiative d’Auguste le Fort comme lieu de fêtes entre 1709 et 1732 par les architectes Pöppelmann et Permoser. On remarque aussi sur cet édifice baroque des jeux d’ombre et de lumières qui sont le fait des pleins et des vides. Il y a un équilibre parfait entre sculpture et architecture sur l’entrée magistrale, qui est typique dans l’architecture baroque.
L’autre invention du baroque que l’on retrouve dans les intérieurs du monde entier est l’appartement public, une succession processionnelle d’intérieurs de richesse croissante culminant avec l’emplacement de la chambre à coucher, de la salle du trône, ou d’une chambre publique. L’enchaînement de l’escalier monumental suivi de l’appartement public fut copié à moindre échelle partout dans les résidences aristocratiques de toutes prétentions.
L’architecture baroque fut reprise avec enthousiasme dans la partie centrale de l’Allemagne (cf par exemple le Château de Ludwigsbourg et le Palais Zwinger à Dresde), en Autriche et en Pologne (cf par exemple Wilanów et le palais de Bialystok). En Angleterre, le point culminant de l’architecture baroque fut incarné par l’œuvre de Sir Christopher Wren, Sir John Vanbrugh et Nicholas Hawksmoor, de ~1660 vers ~1725. On retrouve de nombreux exemples d’architecture baroque et de plan de ville dans les autres villes d’Europe, ainsi qu’en Amérique hispanique. Les plans de ville de cette époque comprennent des avenues rayonnantes, avec des squares à leurs intersections, s’inspirant des plans des jardins baroques.

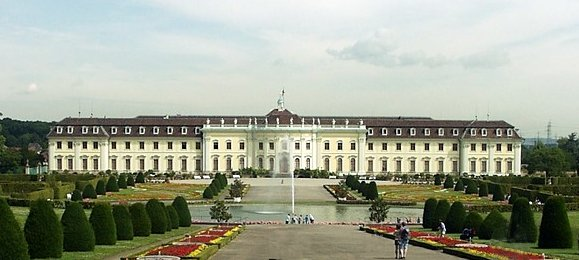
Château de Ludwigsbourg près de Stuttgart en Allemagne.

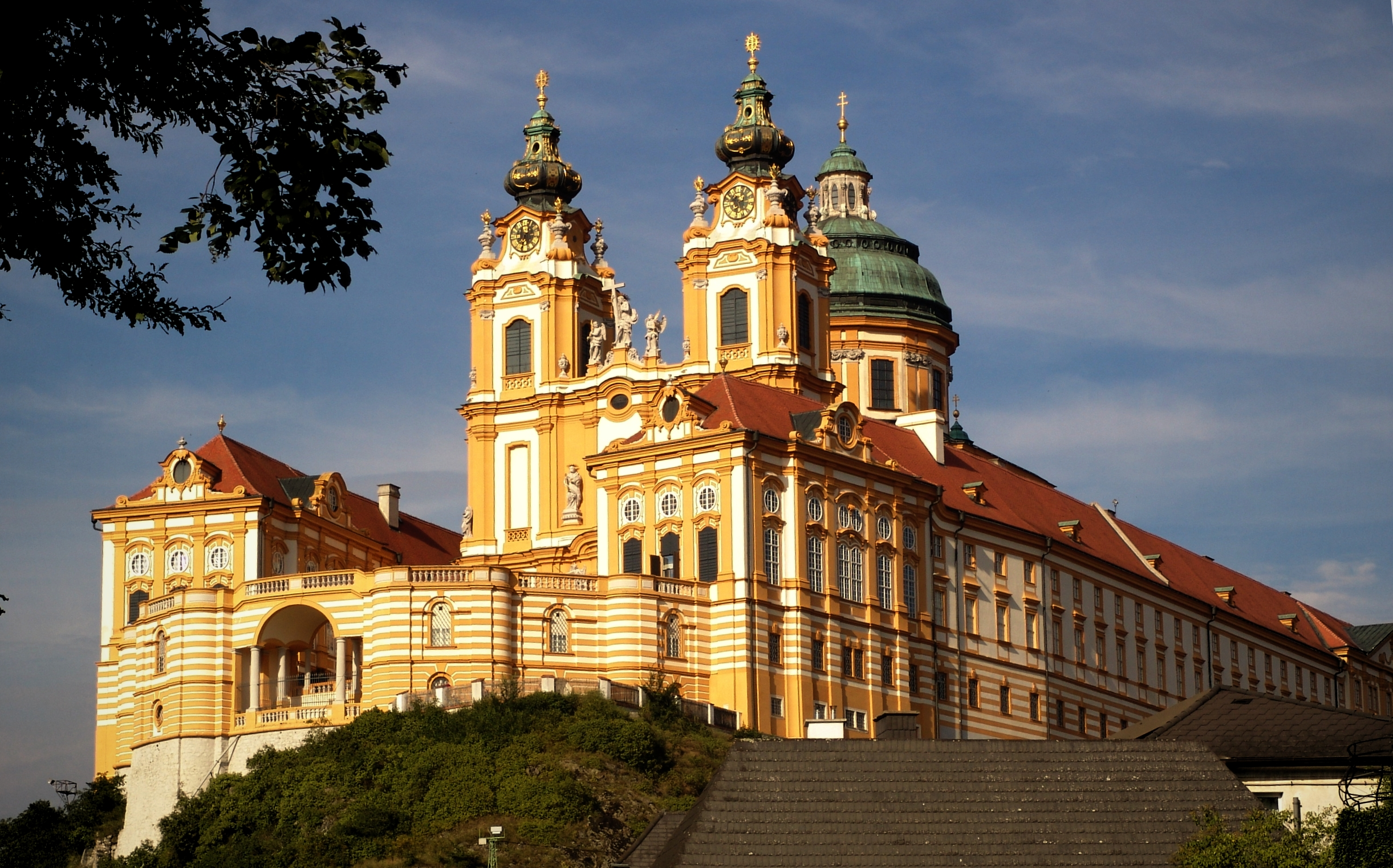
Abbaye de Melk dans la vallée de la Wachau.

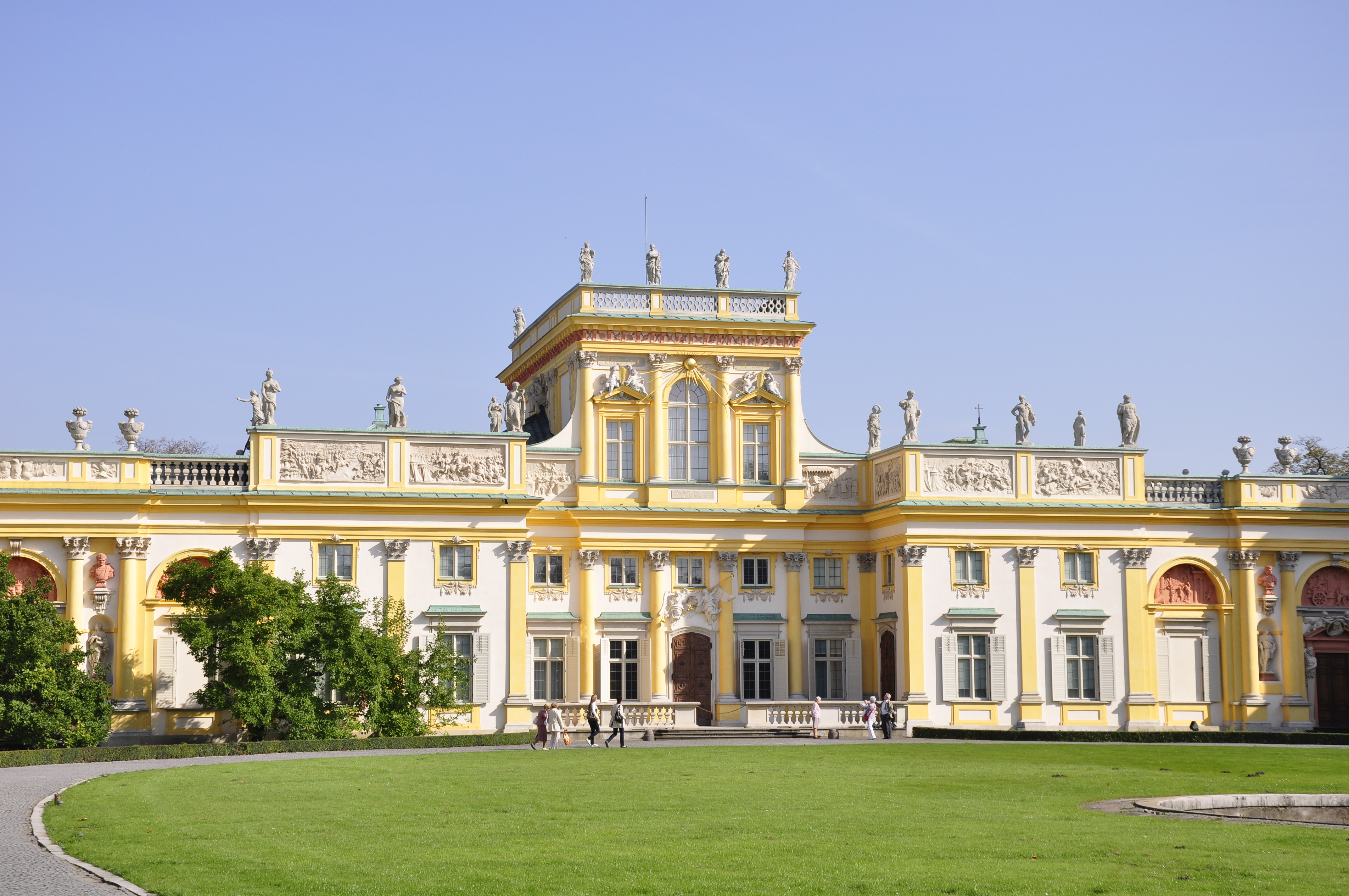
Le palais de Wilanów en Pologne.

### Variantes

#### En Italie

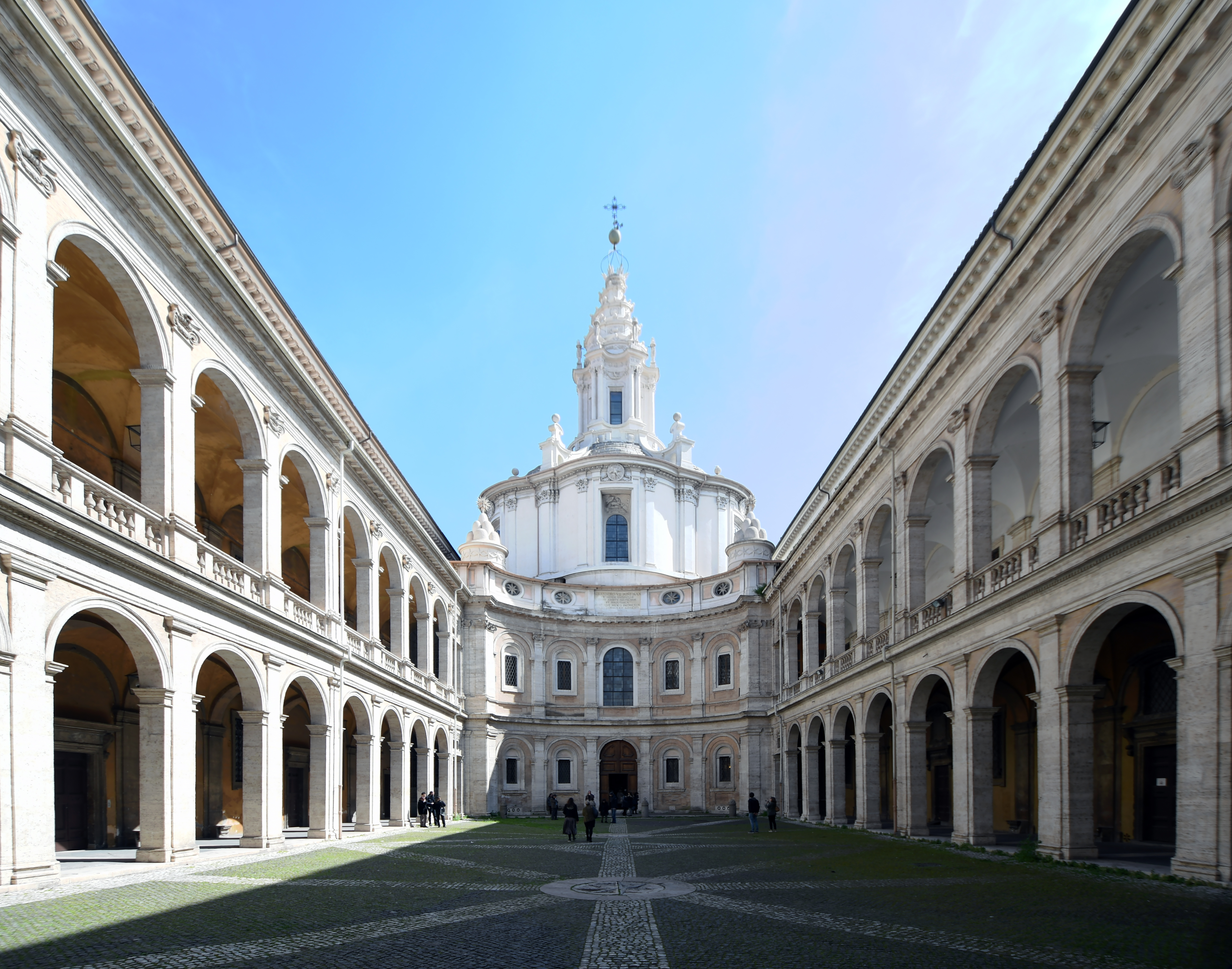
Église Sant'Ivo alla Sapienza par Francesco Borromini. À noter la façade concave et le clocher en spirale.

Le style baroque se développe à partir de la deuxième moitié du XVIe siècle, d’abord à Rome, puis dans le reste de l’Italie. Il respecte tout d'abord le paradigme romain de la basilique en croix dont le chœur est surmonté d'un dôme. Outre l’Église du Gesù sus-citée, on considère que le pionnier de l'architecture baroque religieuse est Carlo Maderno avec son église Santa Susanna alle Terme di Diocleziano, construite entre 1585 et 1603. Le rythme dynamique des colonnes et pilastres, la façade centralisée et complexe, liant rigueur et jeu sur les codes classiques de la Renaissance, les statues placées dans des niches et rappelant furieusement la structure de la scène d'un théâtre romain antique en font l'un des premiers exemples du baroque. Ce premier essai est poursuivi par Pierre de Cortone dans son église Notre-Dame-de-la-Paix de Rome (1656) avec des ailes concaves qui rappellent une scène de théâtre et dont la partie centrale s'avance comme pour occuper la petite place qui lui fait face.

#### En France
Les Français appellent « classique » l’architecture du siècle de Louis XIV et de ses successeurs et rejettent l'appellation, péjorative en français, de « baroque ». Cette opposition entre un classicisme « raisonnable » à la française et un baroque « excessif » à l’italienne trouve sa source dans la volonté, affirmée dès le XVIIe siècle, de supplanter Rome et, dans les faits, c’est le moment où Versailles et la cour du Roi-Soleil prennent la place de l’Italie comme foyer de rayonnement culturel. Le tournant est le refus des plans du Bernin en avril 1665 pour la colonnade du Louvre : l’architecte le plus célèbre, le plus demandé d’Europe est rejeté par la Cour de France.
Cependant, certains historiens de l’art considèrent l’architecture française des règnes de Louis XIV et Louis XV comme baroque : ils estiment que la plupart des constructions « classiques » françaises, qu'elles soient religieuses ou civiles, auraient pu être édifiées ailleurs en Europe et qu'elles comportent tous les éléments baroques : goût pour la magnificence, la perspective, le décor.

#### En Espagne et au Portugal

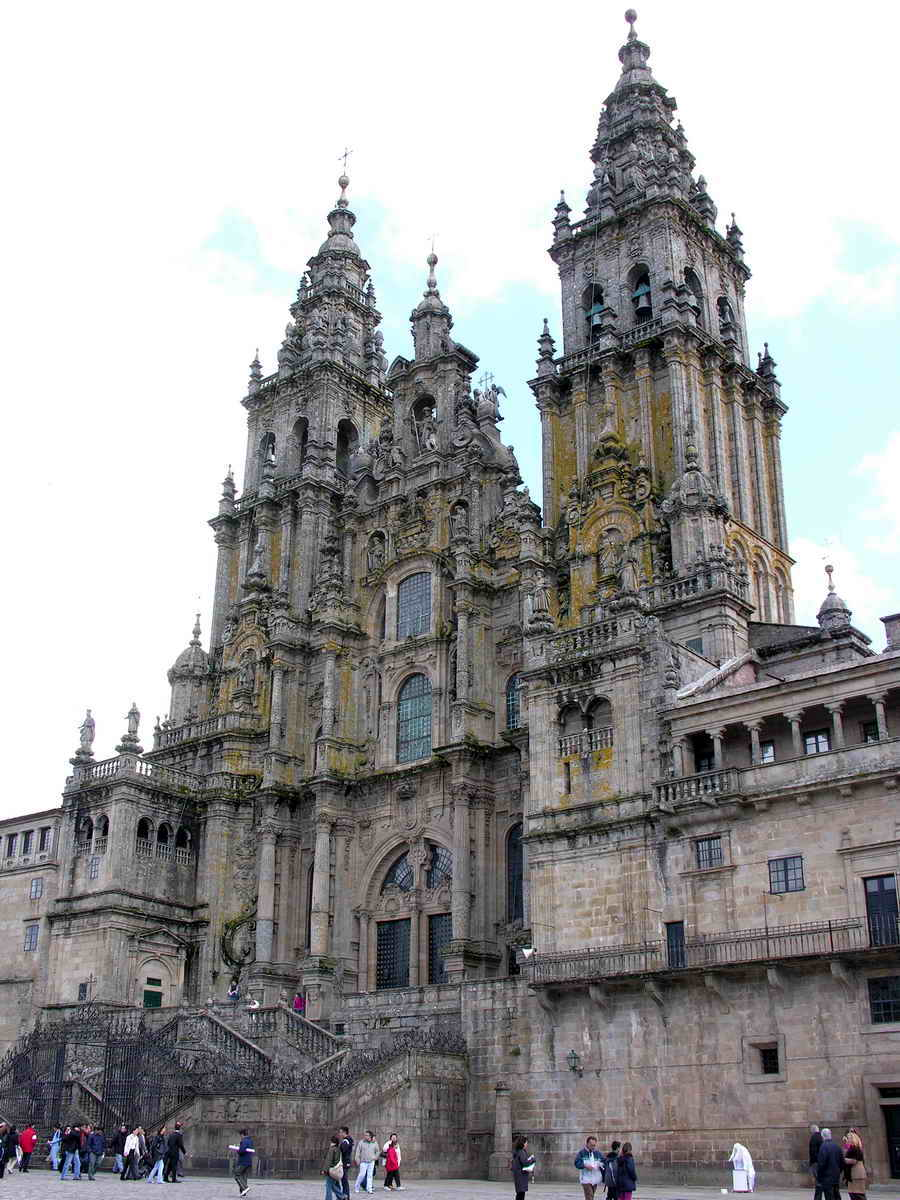
Le baroque churrigueresque est le mieux représenté sur la façade principale de la Cathédrale de Saint-Jacques-de-Compostelle, par Fernando de Casas y Novoa.

Au fur et à mesure que pénètre l'influence italienne au-delà des Pyrénées, elle fait reculer l'approche classicisant en vogue jusqu'alors sous la férule de Juan de Herrera. En 1667, les façades de la cathédrale de Grenade par Alonso Cano annoncent la victoire du baroque en Espagne. S'ensuit la cathédrale de Jaén par Eufrasio López de Rojas qui intègre les leçons baroques au structures architecturales spécifiquement espagnoles.

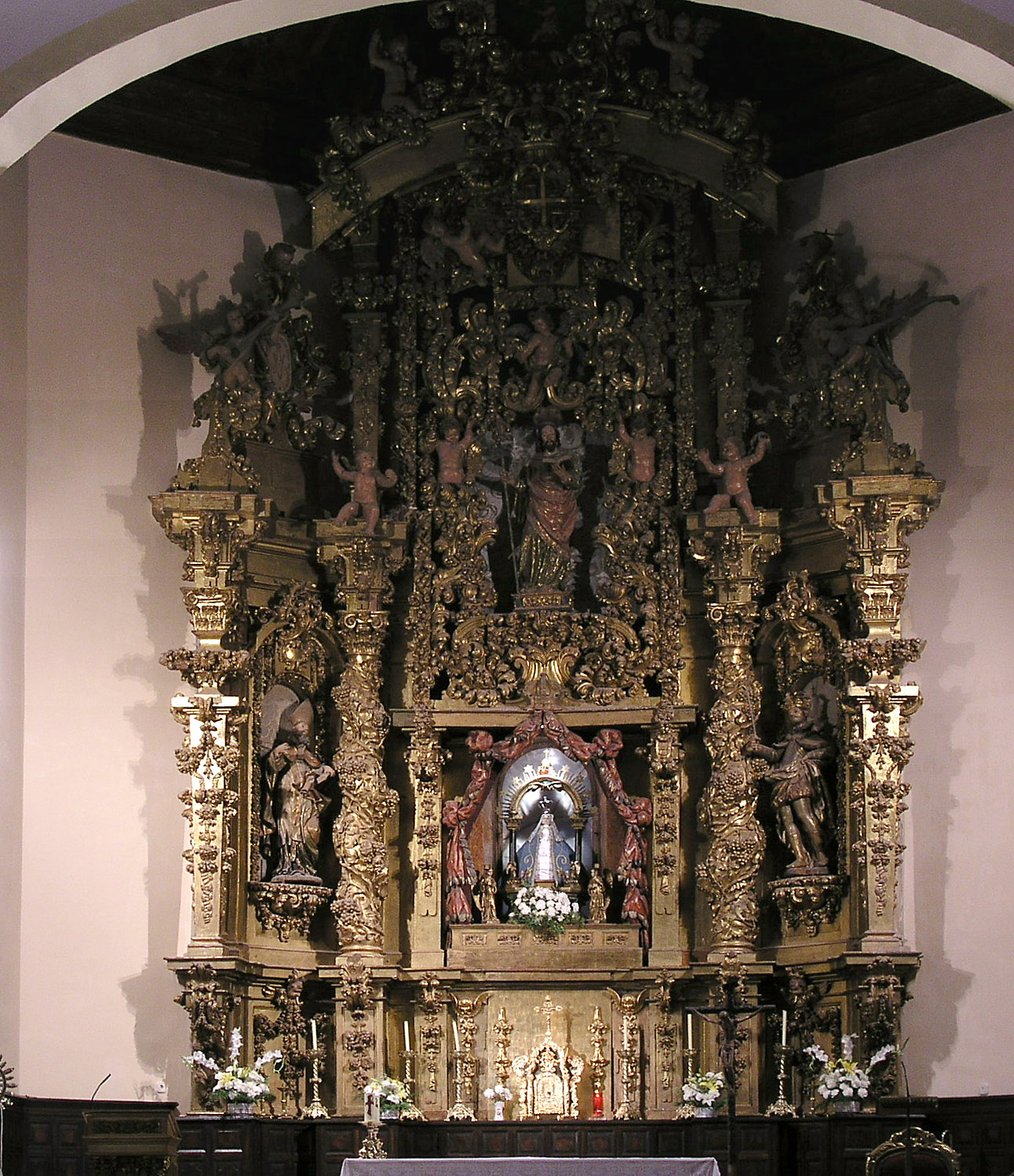
Autel baroque, Tolède.

En contraste avec l'art du nord de l'Europe, les Espagnols ont créé un art qui fait appel aux sens plus qu'à l'intellect. La famille Churriguera, architectes spécialisés dans le dessin et la construction d'autels et de retables s'est opposée au style dépouillé qu'on appelle « herreresque » en référence à son inventeur et promoteur principal, Juan de Herrera, et a promu un style exagéré, élaboré, presque capricieux qui couvre chaque pouce de surface disponible avec un motif et qui est passé à la postérité sous le vocable de « churrigueresque ». En moins d'un demi-siècle, les Churriguera transforment Salamanque en une cité modèle du style churrigueresque.
Le Portugal, sous domination espagnole entre 1580 et 1640, est dans la sphère d'influence culturelle de son grand voisin et ne s'en distingue (ce qui est vrai aussi pour le Brésil vis-à-vis des colonies espagnoles d'Amérique latine) que par une atténuation sensible, empreinte d'une douceur toute portugaise.

### Héritage
De même que l'art de la Renaissance connaît un déclin formel avec le maniérisme, le baroque s'épuise dans un académisme précieux, et qualifié de vain par ses détracteurs, dans le rococo.
L'architecture baroque est consubstantielle à l’absolutisme, sa période rococo se termine avec celle du despotisme éclairé. Et on peut faire l'hypothèse que si le baroque s'épuise, c'est en raison de l'épuisement de la philosophie politique et religieuse (cuius regio, eius religio) qui le sous-tend.

## Musique

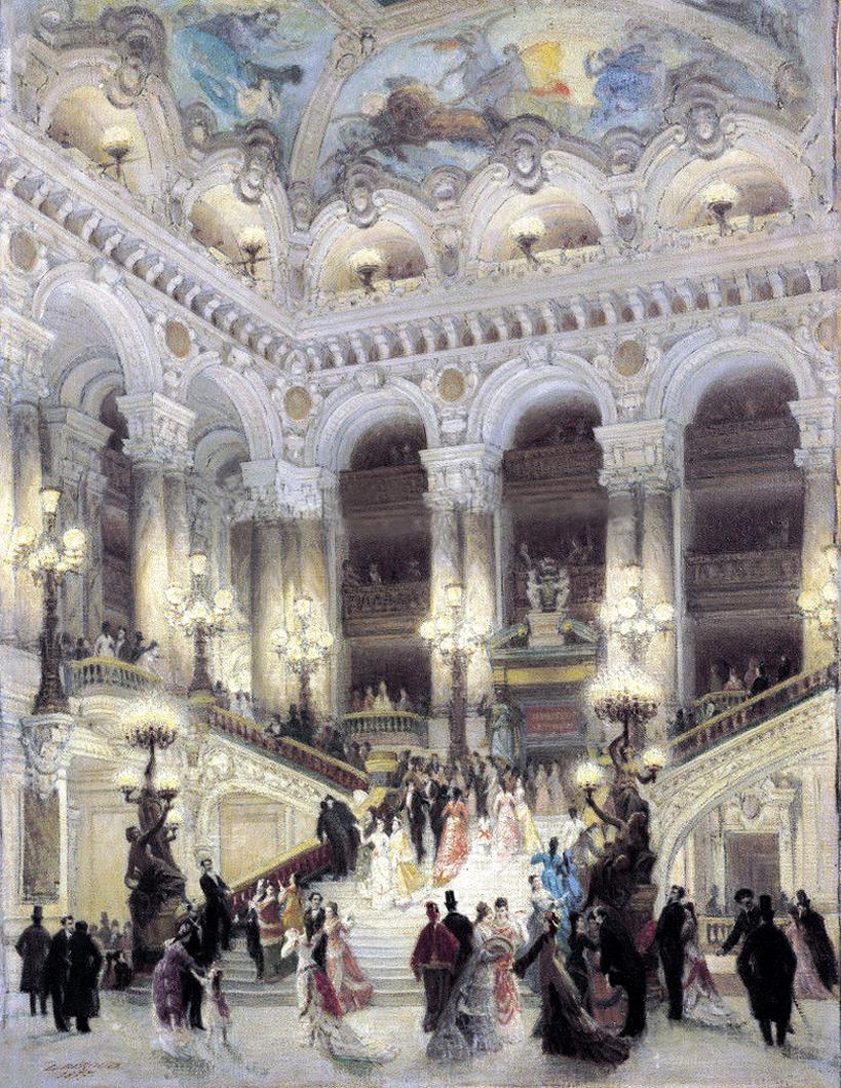
Néo-baroque : le foyer de l’Opéra (de Charles Garnier), Paris, plan datant du Second Empire, 1861, ouvert finalement en 1875.

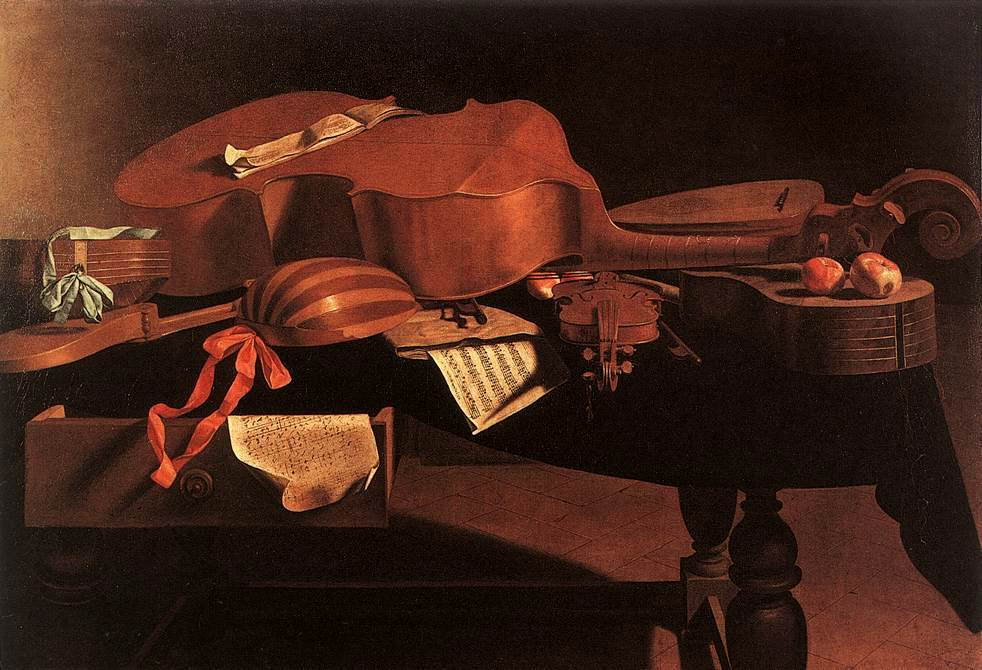
Instruments de musique baroque sur une table par Baschenis (Coll. : Musées royaux des beaux-arts de Belgique).

Au sens le plus large on considère la période baroque en musique comme s'étendant de 1600 à 1750, la musique baroque étant directement inspirée de l'architecture baroque.
Le baroque couvre donc une large période dans l’histoire de la musique et de l'opéra. Il s’étend du début du XVIIe siècle environ au milieu du XVIIIe siècle, de façon plus ou moins uniforme selon les pays. De façon nécessairement schématique, l’esthétique et l’inspiration baroques succèdent à celles de la Renaissance (apogée du contrepoint et de la polymélodie) et précèdent celles du classicisme (naissance d'éléments discursifs, comme la phrase musicale ponctuée) : comme dans l'architecture, les « figures » musicales baroques sont soutenues par une « basse continue » très stable (on est à la jonction entre contrepoint et harmonie).
On appelle musique baroque, l'école musicale du XVIIe siècle, d'un point de vue purement chronologique. Or, Jean-Jacques Rousseau définit la musique baroque comme celle « dont l'harmonie est confuse, chargée de modulations et de dissonances ». Il s'agit du style de musique composée au cours de la période chevauchant celle de l'art baroque, et également celui d'une période légèrement plus tardive. Jean-Jacques Rousseau affirmant son désaccord avec la musique baroque va être à l'origine de la Querelle des Bouffons.
C'est en Italie qu'apparaît le mouvement de la musique baroque, sous l'influence du compositeur Monteverdi, qui avec Orfeo (considéré comme le premier opéra), marque une rupture dans l'histoire de la musique. En France, la musique étant peu développée, c'est un Italien, Jean-Baptiste Lully, qui va la développer auprès du roi Louis XIV. Lully inventa un genre d'opéra : la tragédie lyrique. Par la suite des compositeurs comme Jean-Philippe Rameau perpétueront la musique baroque française. Avec la musique baroque, se développe la cantate, suite de danse ; Courante, Sarabande, Allemande… et danse populaire : Les Folies d'Espagne. En 1750, avec la mort du compositeur Allemand Johann Sebastian Bach, la période musicale du baroque laisse place à la musique classique.
L'époque musicale baroque peut se découper en trois périodes différentes : le premier baroque de 1580 à 1630, puis le baroque médian jusqu'à la fin du XVIIe siècle, et enfin le dernier baroque jusqu'à la mort de Bach (1750),. Les figures culminantes de la musique baroque à son apogée, c'est-à-dire lors du dernier baroque, sont Corelli (1653-1713) et Vivaldi (1678-1741) en Italie, Haendel (1685-1759) en Angleterre, Bach (1685-1750) en Allemagne et Jean-Philippe Rameau en France (1683-1764). L’étendue des points communs de la musique baroque avec les principes esthétiques des arts graphiques et littéraires de la période baroque est encore une question débattue.
René Huyghe, à propos du baroque : « le classique, tendant à la définition fixe, est de type « architectural » ; le baroque, excitant des perceptions émotives et mouvantes, est de type "musical" »,.

### Apparition et évolution
L’ère de la musique baroque débute symboliquement en Italie avec l'opéra de Claudio Monteverdi (1567-1643), L'Orfeo (1607), et se termine avec les contemporains de Jean-Sébastien Bach et Georg Friedrich Haendel. Jean-Philippe Rameau (1683-1764) et Georg Philipp Telemann (1681-1767), du fait de leur longévité, composent leurs dernières œuvres dans les années 1760 mais, bien avant cette décennie, les compositeurs plus jeunes se sont tournés vers un nouveau style.

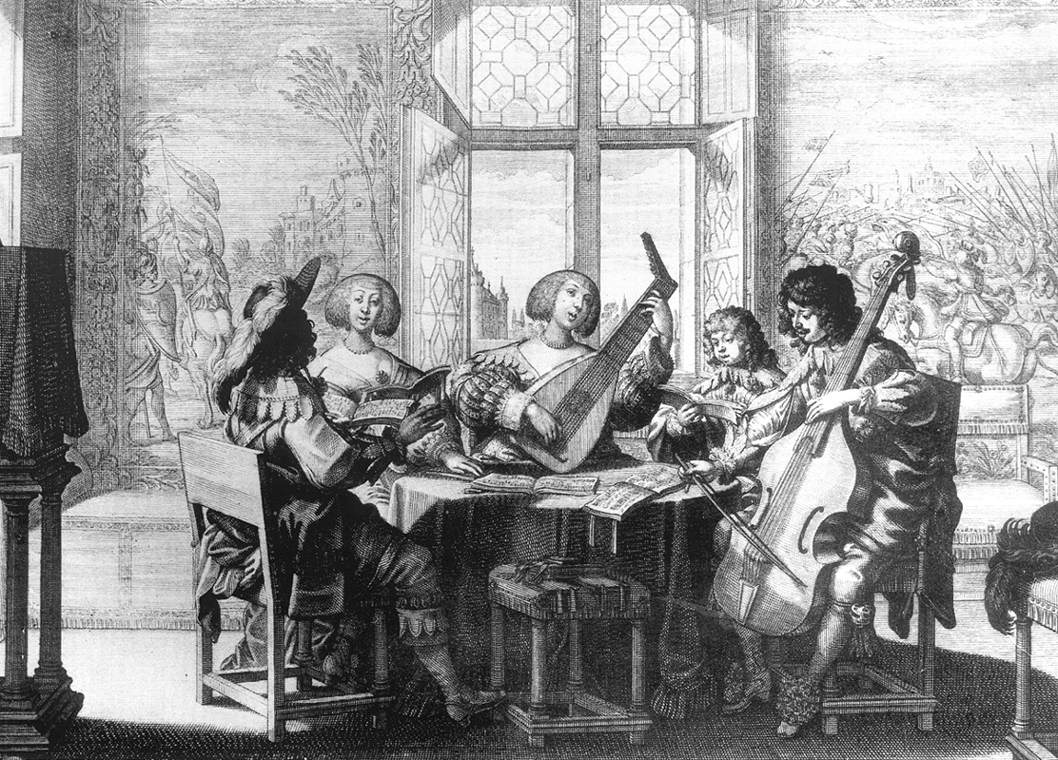
Un groupe de musiciens vers 1635

Au cours de la période baroque, la musique instrumentale s’émancipe et naît véritablement : elle ne se contente plus d’accompagner ou de compléter une polyphonie essentiellement vocale ; si elle emprunte encore, au début du XVIIe siècle, ses formes à la musique vocale, elle ne tarde pas à élaborer ses propres structures, adaptées à leurs possibilités techniques et expressives.
Les deux pôles de la musique baroque sont l’Italie et la France, dont les styles sont fortement opposés malgré des influences réciproques. Cette opposition était telle que beaucoup de musiciens de l’une des écoles allaient jusqu’à refuser de jouer des œuvres provenant de l’autre. Le style italien se diffusa largement hors d’Italie. La France est sans doute le pays qui résista le plus à cette domination, sous l’influence de Jean-Baptiste Lully (Italien naturalisé français), ceci jusqu’à la Querelle des Bouffons, au milieu du XVIIIe. Par ailleurs, la France a suivi avec retard le mouvement européen d’évolution de la musique vers le style dit « classique » illustré notamment par Haydn et Mozart.
D’autres foyers existent et participent au mouvement en y apportant leurs spécificités : les Pays-Bas et l’Allemagne du Nord (le stylus fantasticus, le choral), l’Angleterre (l’art de la variation), un peu l’Espagne. Une synthèse apparaît dans la musique allemande, qui emprunte à ces différents courants et culmine dans l’œuvre de Jean-Sébastien Bach. Elle existe aussi, de façon beaucoup moins accomplie, chez quelques autres dont Johann Jakob Froberger (musicien européen par excellence), Georg Muffat, Savoyard devenu Autrichien après avoir étudié en France et en Italie, François Couperin (les Goûts Réunis). Quant à Haendel, son œuvre relève plus de l’assimilation personnelle de chaque style que d’une véritable synthèse : il sait composer comme un Allemand du Nord, comme un Italien, comme un Français, et crée même le nouveau genre de l’oratorio en anglais.

### Caractéristiques
Le style baroque se caractérise notamment par l’importance du contrepoint puis par une harmonie qui s’enrichit progressivement, par une expressivité accrue, par l’importance donnée aux ornements, par la division fréquente de l’orchestre avec basse continue, qui est nommé ripieno, par un groupe de solistes qui est le concertino et par la technique de la basse continue chiffrée comme accompagnement de sonates. C’est un style savant et sophistiqué.

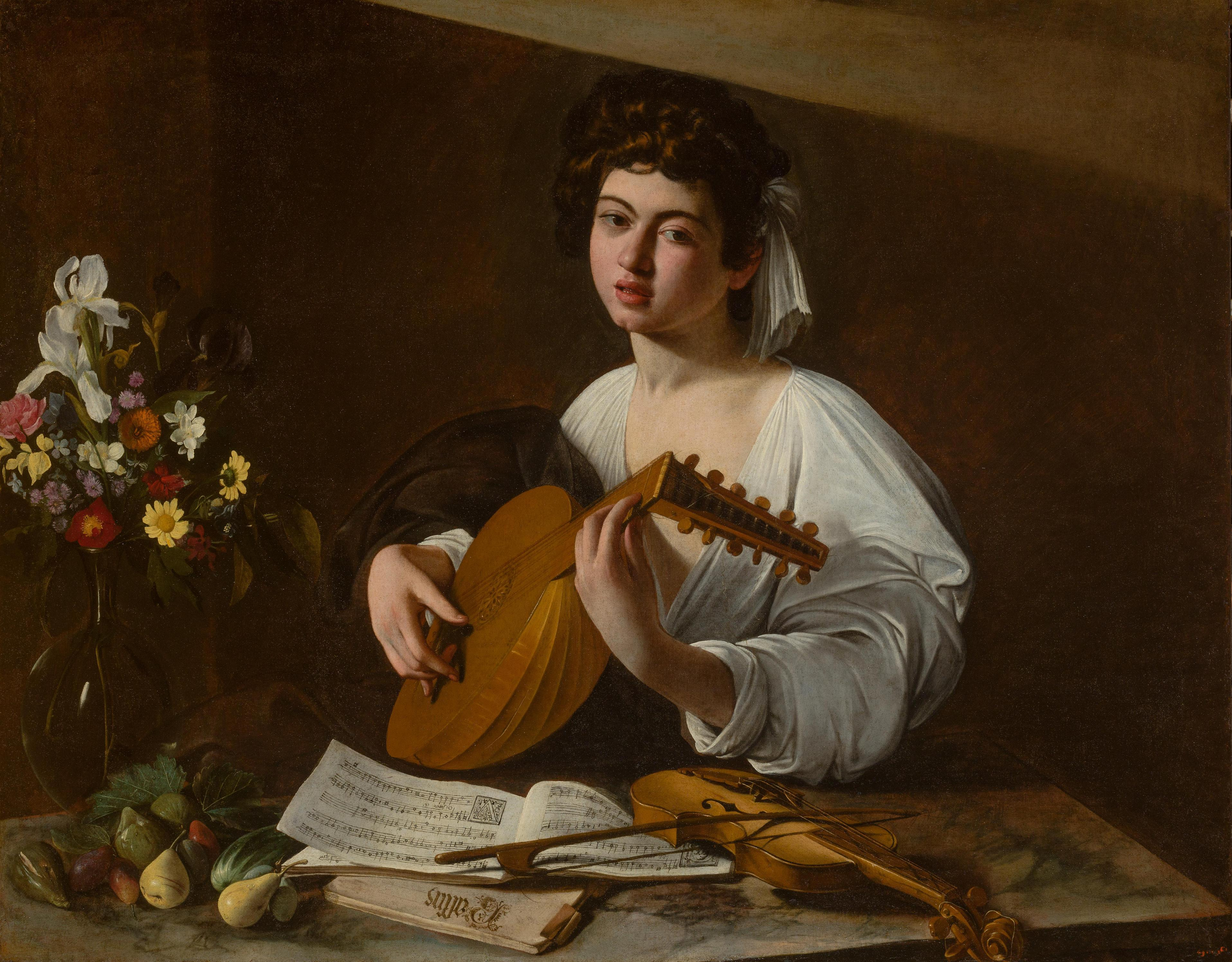
Le luth jouit d’une grande vogue au XVIIe siècle. Toile du Caravage (1595)

Le style baroque exprime aussi beaucoup de contrastes : les oppositions notes tenues/notes courtes, graves/aiguës, sombres/claires (un accord majeur à la fin d’une pièce mineure)… ou encore l’apparition du concerto (de l’italien concertare « dialoguer ») qui met en opposition un soliste au reste de l’orchestre (le tutti), l’opposition entre pièces d’invention (prélude, toccata, fantaisie) et pièces construites (fugue) ne sont que des exemples.
Le classicisme, plus tard, aura pour ambition de « revenir à la nature ». La confrontation de ces deux idéaux trouve une de ses illustrations les plus célèbres dans la véhémente « Querelle des Bouffons » qui confronte, en France vers 1740 la tragédie lyrique à la française et l’opéra-bouffe italien (Rameau contre Rousseau).
De nombreuses formes musicales sont créées pendant cette période d’un siècle et demi : certaines y atteignent leur apogée (par exemple : la suite, le concerto grosso…) pour ensuite tomber dans l’oubli, d’autres connaîtront une fortune qui durera bien au-delà de la fin du baroque : l’opéra, la sonate (qui engendrera la symphonie), le concerto de soliste.
La période baroque est aussi un moment important pour ce qui concerne l’élaboration de la théorie musicale. On y passe progressivement des tonalités de la polyphonie (tons ecclésiastiques du plain-chant) à la gamme tempérée et aux deux modes majeur et mineur légués à la période classique. On aura entre-temps inventé et expérimenté de nombreux tempéraments et posé les bases de l’harmonie classique. Des instruments s’effacent, d’autres apparaissent ou prennent leur forme définitive, pendant que la facture fait de nombreux progrès et que les techniques d’exécution se stabilisent et se codifient. Il s’agit donc, à tous égards d’une période très féconde.

## La danse baroque

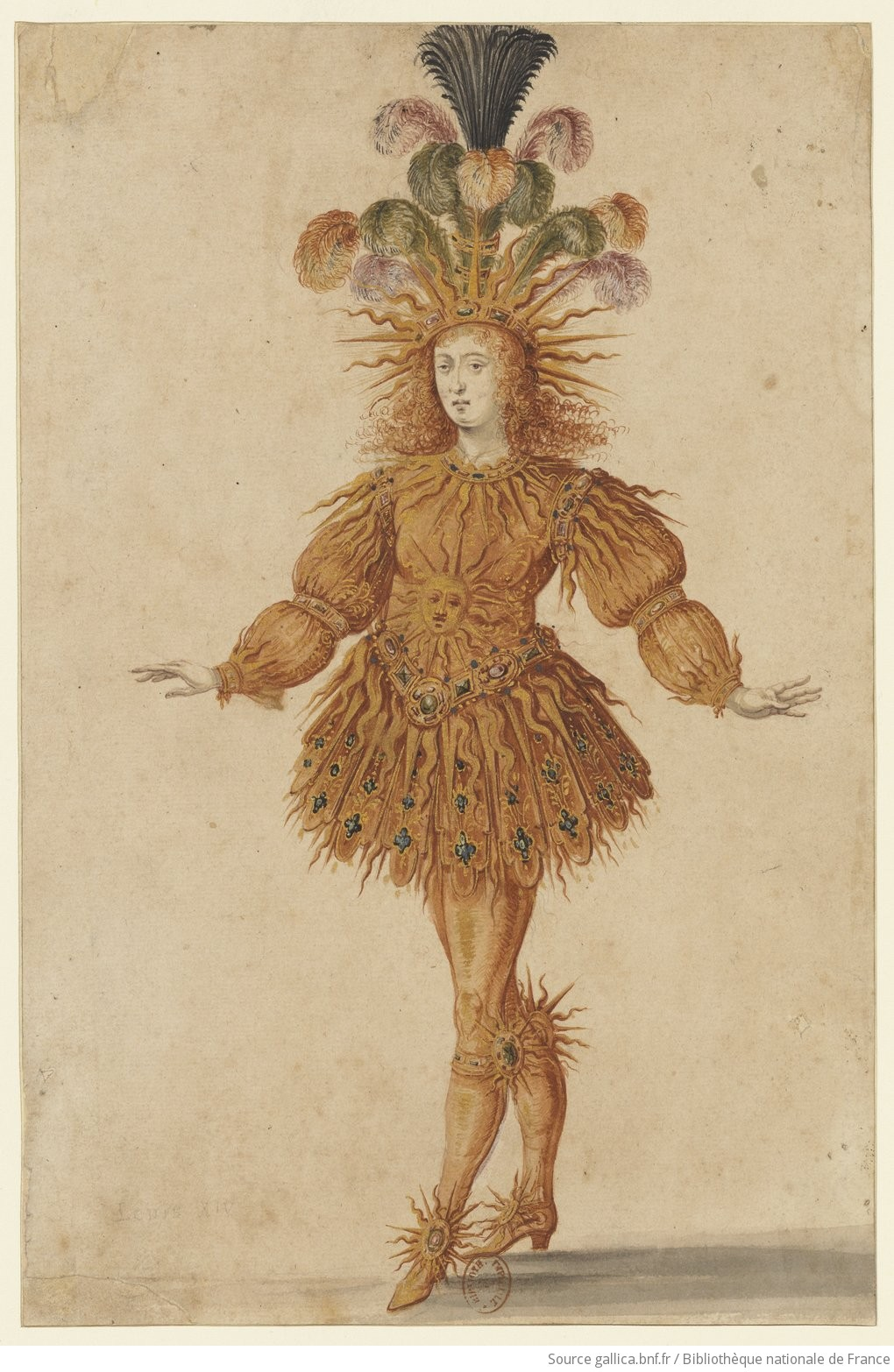
Louis XIV dans le Ballet de la Nuit (1653).

Depuis les années 1960, on appelle danse baroque l'art chorégraphique des XVIIe et XVIIIe siècles, principalement la danse de cour et de théâtre.
Étroitement liée à la musique baroque, tant par la chronologie que par le style, la danse baroque évolue dans le cadre du « merveilleux », que ce soit dans le ballet de cour, la tragédie en musique ou l'opéra-ballet. Dénommée à l'époque la « belle danse », elle a été remise au goût du jour par des chercheurs et des historiens de la danse qui ont réhabilité un art et un style de danse que le ballet classique et romantique avaient simplifiés et uniformisés.
Plusieurs danses sont considérés comme baroques ; ainsi en danse binaire baroque on retrouve les danses d'entrée de ballets, les contredanses, les marches, les gavottes, la gaillarde, la sarabande, la folia, la chaconne, le menuet, la pavane et l'allemande. En ternaire on retrouve principalement les danses de la Sicilienne, la gigue, la canarie et la forlane,.